# Kevin Kampl
Kevin Kampl (Solingen, 9 ottobre 1990) è un calciatore sloveno, centrocampista del RB Lipsia.

## Biografia
I genitori di Kevin Kampl erano emigrati da Maribor prima della sua nascita andando in Germania e stabilendosi a Solingen, nella Renania Settentrionale-Vestfalia. Lì i genitori erano impiegati nel commercio di auto usate.

## Carriera

### Club
Kampl inizia la carriera nel Bayer Leverkusen dopo un paio di anni passati a giocare per il Bayer Leverkusen II.

#### Prestito al Greuther Furth e il ritorno al Leverkusen
Si trasferisce al Greuther Furth, dove debutta in 2. Bundesliga contro l'Erzgebirge Aue. Dopo sola mezza stagione passata al Greuther Furth, torna al Bayer Leverkusen, dove entra in campo una sola volta in un match di Europa League contro il Metalist Kharkiv.

#### Osnabruck, Aalen, Salisburgo e Borussia
Nell'estate 2011 passa all'Osnabruck. Dopo una mezza stagione nella quale ha segnato 2 volte e totalizzato 35 presenze, Kampl si trasferisce all'Aalen, facendo così ritorno in 2. Bundesliga dopo due anni, e segnando ben 2 volte in appena 3 presenze.
Al termine della stagione viene ceduto al Red Bull Salisburgo, dove resta per due anni e mezzo segnando 15 volte su 61 presenze.
Nel gennaio 2015 si trasferisce al Borussia Dortmund per 12 milioni di euro, esordendo nella partita vinta 4-2 contro il Magonza, in cui serve a Reus l'assist per il momentaneo 2-1.

#### Ritorno al Bayer Leverkusen e Lipsia
Il 28 agosto 2015 fa ritorno al Bayer Leverkusen dopo quattro anni. Nel 2017 viene ceduto definitivamente al RB Lipsia.

### Nazionale
Kampl ha fatto parte della nazionale slovena Under-21 fino a quando non ha esordito nel 2012 in nazionale maggiore. Ha segnato il suo primo gol il 6 settembre 2013 contro l'Albania alla sesta presenza.
Nel novembre 2018, dopo non essere stato convocato, lascia la nazionale a soli 28 anni.

## Statistiche

### Presenze e reti nei club
Statistiche aggiornate al 26 novembre 2024.
| Stagione                   | Squadra                    | Campionato                 | Campionato | Campionato | Coppe nazionali | Coppe nazionali | Coppe nazionali | Coppe continentali | Coppe continentali | Coppe continentali | Altre coppe | Altre coppe | Altre coppe | Totale | Totale |
| Stagione                   | Squadra                    | Comp                       | Pres       | Reti       | Comp            | Pres            | Reti            | Comp               | Pres               | Reti               | Comp        | Pres        | Reti        | Pres   | Reti   |
| -------------------------- | -------------------------- | -------------------------- | ---------- | ---------- | --------------- | --------------- | --------------- | ------------------ | ------------------ | ------------------ | ----------- | ----------- | ----------- | ------ | ------ |
| 2008-2009                  | Bayer Leverkusen II        | RL                         | 1          | 0          | -               | -               | -               | -                  | -                  | -                  | -           | -           | -           | 1      | 0      |
| 2009-2010                  | Bayer Leverkusen II        | RL                         | 21         | 1          | -               | -               | -               | -                  | -                  | -                  | -           | -           | -           | 21     | 1      |
| 2010-gen. 2011             | Greuther Fürth             | ZL                         | 1          | 0          | CG              | 0               | 0               | -                  | -                  | -                  | -           | -           | -           | 1      | 0      |
| 2010-gen. 2011             | Greuther Fürth II          | RL                         | 7          | 0          | -               | -               | -               | -                  | -                  | -                  | -           | -           | -           | 7      | 0      |
| gen.-giu. 2011             | Bayer Leverkusen II        | RL                         | 14         | 4          | -               | -               | -               | -                  | -                  | -                  | -           | -           | -           | 14     | 4      |
| Totale Bayer Leverkusen II | Totale Bayer Leverkusen II | Totale Bayer Leverkusen II | 36         | 5          |                 | -               | -               |                    | -                  | -                  |             | -           | -           | 36     | 5      |
| gen.-giu. 2011             | Bayer Leverkusen           | BL                         | 0          | 0          | CG              | 0               | 0               | UEL                | 1                  | 0                  | -           | -           | -           | 1      | 0      |
| 2011-2012                  | Osnabrück                  | DL                         | 35         | 2          | CG              | 1               | 0               | -                  | -                  | -                  | -           | -           | -           | 36     | 2      |
| ago. 2012                  | Aalen                      | ZL                         | 3          | 2          | CG              | 1               | 0               | -                  | -                  | -                  | -           | -           | -           | 4      | 2      |
| ago. 2012-2013             | Salisburgo                 | BL                         | 23         | 4          | CA              | 4               | 0               | UCL                | -                  | -                  | -           | -           | -           | 27     | 4      |
| 2013-2014                  | Salisburgo                 | BL                         | 33         | 9          | CA              | 5               | 2               | UCL+UEL            | 2+11               | 0+3                | -           | -           | -           | 51     | 14     |
| 2014-gen. 2015             | Salisburgo                 | BL                         | 18         | 5          | CA              | 3               | 2               | UCL+UEL            | 4+6                | 0+4                | -           | -           | -           | 31     | 11     |
| Totale Salisburgo          | Totale Salisburgo          | Totale Salisburgo          | 74         | 18         |                 | 12              | 4               |                    | 23                 | 7                  |             | -           | -           | 109    | 29     |
| gen.-giu. 2015             | Borussia Dortmund          | BL                         | 13         | 0          | CG              | 2               | 0               | UCL                | 1                  | 0                  | SG          | -           | -           | 16     | 0      |
| ago. 2015                  | Borussia Dortmund          | BL                         | 1          | 0          | CG              | 0               | 0               | UEL                | 2                  | 0                  | -           | -           | -           | 3      | 0      |
| Totale Borussia Dortmund   | Totale Borussia Dortmund   | Totale Borussia Dortmund   | 14         | 0          |                 | 2               | 0               |                    | 3                  | 0                  |             | -           | -           | 19     | 0      |
| ago. 2015-2016             | Bayer Leverkusen           | BL                         | 22         | 3          | CG              | 3               | 0               | UCL                | 6                  | 1                  | -           | -           | -           | 31     | 4      |
| 2016-2017                  | Bayer Leverkusen           | BL                         | 30         | 1          | CG              | 2               | 0               | UCL                | 7                  | 1                  | -           | -           | -           | 39     | 2      |
| ago. 2017                  | Bayer Leverkusen           | BL                         | 1          | 0          | CG              | 1               | 0               | UCL                | -                  | -                  | -           | -           | -           | 2      | 0      |
| Totale Bayer Leverkusen    | Totale Bayer Leverkusen    | Totale Bayer Leverkusen    | 53         | 4          |                 | 6               | 0               |                    | 14                 | 2                  |             | -           | -           | 73     | 6      |
| ago. 2017-2018             | Lipsia                     | BL                         | 26         | 1          | CG              | 1               | 0               | UCL+UEL            | 6+4                | 0                  | -           | -           | -           | 37     | 1      |
| 2018-2019                  | Lipsia                     | BL                         | 27         | 2          | CG              | 5               | 0               | UEL                | 8                  | 1                  | -           | -           | -           | 40     | 3      |
| 2019-2020                  | Lipsia                     | BL                         | 11         | 2          | CG              | 0               | 0               | UCL                | 4                  | 0                  | -           | -           | -           | 15     | 2      |
| 2020-2021                  | Lipsia                     | BL                         | 27         | 0          | CG              | 5               | 0               | UCL                | 7                  | 0                  | -           | -           | -           | 39     | 0      |
| 2021-2022                  | Lipsia                     | BL                         | 27         | 0          | CG              | 5               | 0               | UCL+UEL            | 3+5                | 0                  | -           | -           | -           | 40     | 0      |
| 2022-2023                  | Lipsia                     | BL                         | 30         | 2          | CG              | 4               | 0               | UCL                | 5                  | 0                  | SG          | 1           | 0           | 40     | 2      |
| 2023-2024                  | Lipsia                     | BL                         | 26         | 1          | CG              | 2               | 0               | UCL                | 7                  | 0                  | SG          | 0           | 0           | 35     | 1      |
| 2024-2025                  | Lipsia                     | BL                         | 8          | 1          | CG              | 2               | 0               | UCL                | 3                  | 0                  | -           | -           | -           | 13     | 1      |
| Totale Lipsia              | Totale Lipsia              | Totale Lipsia              | 182        | 9          |                 | 24              | 0               |                    | 52                 | 1                  |             | 1           | 0           | 259    | 10     |
| Totale carriera            | Totale carriera            | Totale carriera            | 405        | 40         |                 | 46              | 4               |                    | 92                 | 10                 |             | 1           | 0           | 544    | 54     |

### Cronologia presenze e reti in nazionale
| Cronologia completa delle presenze e delle reti in nazionale ― Slovenia | Cronologia completa delle presenze e delle reti in nazionale ― Slovenia | Cronologia completa delle presenze e delle reti in nazionale ― Slovenia | Cronologia completa delle presenze e delle reti in nazionale ― Slovenia | Cronologia completa delle presenze e delle reti in nazionale ― Slovenia | Cronologia completa delle presenze e delle reti in nazionale ― Slovenia | Cronologia completa delle presenze e delle reti in nazionale ― Slovenia | Cronologia completa delle presenze e delle reti in nazionale ― Slovenia |
| Data                                                                    | Città                                                                   | In casa                                                                 | Risultato                                                               | Ospiti                                                                  | Competizione                                                            | Reti                                                                    | Note                                                                    |
| ----------------------------------------------------------------------- | ----------------------------------------------------------------------- | ----------------------------------------------------------------------- | ----------------------------------------------------------------------- | ----------------------------------------------------------------------- | ----------------------------------------------------------------------- | ----------------------------------------------------------------------- | ----------------------------------------------------------------------- |
| 12-10-2012                                                              | Maribor                                                                 | Slovenia                                                                | 2 – 1                                                                   | Cipro                                                                   | Qual. Mondiali 2014                                                     | -                                                                       | 68’                                                                     |
| 16-10-2012                                                              | Tirana                                                                  | Albania                                                                 | 1 – 0                                                                   | Slovenia                                                                | Qual. Mondiali 2014                                                     | -                                                                       | 77’                                                                     |
| 14-11-2012                                                              | Skopje                                                                  | Macedonia                                                               | 3 – 2                                                                   | Slovenia                                                                | Amichevole                                                              | -                                                                       | 46’                                                                     |
| 31-5-2013                                                               | Bielefeld                                                               | Turchia                                                                 | 0 – 2                                                                   | Slovenia                                                                | Amichevole                                                              | -                                                                       | 83’                                                                     |
| 7-6-2013                                                                | Reykjavík                                                               | Islanda                                                                 | 2 – 4                                                                   | Slovenia                                                                | Qual. Mondiali 2014                                                     | -                                                                       | 73’                                                                     |
| 6-9-2013                                                                | Lubiana                                                                 | Slovenia                                                                | 1 – 0                                                                   | Albania                                                                 | Qual. Mondiali 2014                                                     | 1                                                                       | 90+1’                                                                   |
| 10-9-2013                                                               | Strovolos                                                               | Cipro                                                                   | 0 – 2                                                                   | Slovenia                                                                | Qual. Mondiali 2014                                                     | -                                                                       |                                                                         |
| 11-10-2013                                                              | Maribor                                                                 | Slovenia                                                                | 3 – 0                                                                   | Norvegia                                                                | Qual. Mondiali 2014                                                     | -                                                                       | 81’                                                                     |
| 15-10-2013                                                              | Berna                                                                   | Svizzera                                                                | 1 – 0                                                                   | Slovenia                                                                | Qual. Mondiali 2014                                                     | -                                                                       | 86’                                                                     |
| 5-3-2014                                                                | Blida                                                                   | Algeria                                                                 | 2 – 0                                                                   | Slovenia                                                                | Amichevole                                                              | -                                                                       |                                                                         |
| 8-9-2014                                                                | Tallinn                                                                 | Estonia                                                                 | 1 – 0                                                                   | Slovenia                                                                | Qual. Euro 2016                                                         | -                                                                       |                                                                         |
| 9-10-2014                                                               | Maribor                                                                 | Slovenia                                                                | 1 – 0                                                                   | Svizzera                                                                | Qual. Euro 2016                                                         | -                                                                       |                                                                         |
| 12-10-2014                                                              | Vilnius                                                                 | Lituania                                                                | 0 – 2                                                                   | Slovenia                                                                | Qual. Euro 2016                                                         | -                                                                       |                                                                         |
| 15-11-2014                                                              | Londra                                                                  | Inghilterra                                                             | 3 – 1                                                                   | Slovenia                                                                | Qual. Euro 2016                                                         | -                                                                       |                                                                         |
| 27-3-2015                                                               | Lubiana                                                                 | Slovenia                                                                | 6 – 0                                                                   | San Marino                                                              | Qual. Euro 2016                                                         | 1                                                                       |                                                                         |
| 30-3-2015                                                               | Doha                                                                    | Qatar                                                                   | 1 – 0                                                                   | Slovenia                                                                | Amichevole                                                              | -                                                                       | 51’                                                                     |
| 14-6-2015                                                               | Lubiana                                                                 | Slovenia                                                                | 2 – 3                                                                   | Inghilterra                                                             | Qual. Euro 2016                                                         | -                                                                       | 90+2’                                                                   |
| 5-9-2015                                                                | Basilea                                                                 | Svizzera                                                                | 3 – 2                                                                   | Slovenia                                                                | Qual. Euro 2016                                                         | -                                                                       | 24’                                                                     |
| 8-9-2015                                                                | Maribor                                                                 | Slovenia                                                                | 1 – 0                                                                   | Estonia                                                                 | Qual. Euro 2016                                                         | -                                                                       | 52’                                                                     |
| 14-11-2015                                                              | Leopoli                                                                 | Ucraina                                                                 | 2 – 0                                                                   | Slovenia                                                                | Qual. Euro 2016                                                         | -                                                                       |                                                                         |
| 17-11-2015                                                              | Maribor                                                                 | Slovenia                                                                | 1 – 1                                                                   | Ucraina                                                                 | Qual. Euro 2016                                                         | -                                                                       |                                                                         |
| 30-5-2016                                                               | Malmö                                                                   | Svezia                                                                  | 0 – 0                                                                   | Slovenia                                                                | Amichevole                                                              | -                                                                       |                                                                         |
| 5-6-2016                                                                | Lubiana                                                                 | Slovenia                                                                | 0 – 1                                                                   | Turchia                                                                 | Amichevole                                                              | -                                                                       | 86’                                                                     |
| 4-9-2016                                                                | Vilnius                                                                 | Lituania                                                                | 2 – 2                                                                   | Slovenia                                                                | Qual. Mondiali 2018                                                     | -                                                                       |                                                                         |
| 26-3-2017                                                               | Glasgow                                                                 | Scozia                                                                  | 1 – 0                                                                   | Slovenia                                                                | Qual. Mondiali 2018                                                     | -                                                                       | 87’                                                                     |
| 23-3-2018                                                               | Klagenfurt                                                              | Austria                                                                 | 3 – 0                                                                   | Slovenia                                                                | Amichevole                                                              | -                                                                       | 76’                                                                     |
| 27-3-2018                                                               | Lubiana                                                                 | Slovenia                                                                | 0 – 2                                                                   | Bielorussia                                                             | Amichevole                                                              | -                                                                       | 69’                                                                     |
| 6-9-2018                                                                | Lubiana                                                                 | Slovenia                                                                | 1 – 2                                                                   | Bulgaria                                                                | UEFA Nations League 2018-2019 - 1º turno                                | -                                                                       | 83’                                                                     |
| Totale                                                                  |                                                                         | Presenze                                                                | 28                                                                      |                                                                         | Reti                                                                    | 2                                                                       |                                                                         |

## Palmarès

### Club
- Campionato austriaco: 1

Salisburgo: 2013-2014
- Coppa d'Austria: 1

Salisburgo: 2013-2014
- Coppa di Germania: 2

RB Lipsia: 2021-2022, 2022-2023
- Supercoppa di Germania: 1

RB Lipsia: 2023

### Individuale
- Calciatore sloveno dell'anno: 2

2013, 2014